# Paterno Calabro
Paterno Calabro é uma comuna italiana da região da Calábria, província de Cosenza, com cerca de 1.383 habitantes. Estende-se por uma área de 23 km², tendo uma densidade populacional de 60 hab/km². Faz fronteira com Belsito, Cosenza, Dipignano, Domanico, Figline Vegliaturo, Malito, Mangone, Marzi, Piane Crati, Santo Stefano di Rogliano.

## Demografia
| Variação demográfica do município entre 1861 e 2011                               |
|                                                                                   |
| Fonte: Istituto Nazionale di Statistica (ISTAT) - Elaboração gráfica da Wikipedia |